# Боянчик, Пётр
Пётр Павел Боянчик (пол. Piotr Bojańczyk; 29 июля 1946 года, Торунь, Польша) — бывший польский фигурист, выступавший в парном катание с Гражиной Пастернак, а затем в танцах на льду с Терезой Вейной. С ней он девятикратный чемпион Польши и участник XII зимних Олимпийских игр.

## Спортивная карьера
Пётр Боянчик родился в 1946 году в польском городе Торунь. Его отец Ян Боянчик был тренером по фигурному катанию. Это и предопределило увлечения Петра.
Первоначально он занялся спортивными танцами и его первой партнёршей стала Гражина Пастернак. С ней (с 1963 года по 1965) он выступал не совсем удачно. Осенью 1965 года отец порекомендовал ему встать в спортивную пару с одиночницей и танцовщицей Терезой Вейной, которая также тренировалась у него. Первый сезон они выступали в парном катании, но среди юниоров. В 1966 году пара стала чемпионами Польши в парном катании среди юниоров. Но у Терезы очень неплохо получалось в танцах, где она стала вице-чемпионкой Польши, а в одиночном катании остановилась рядом с подиумом. Поразмыслив над перспективами в парном катании и одиночном катании Тереза согласилась с доводами тренера и осталась в танцах на льду, но уже с новым партнёром, сыном тренера. Так возникла самая успешная польская пара в танцах на льду.
С осени они уже выступали во взрослом разряде и в танцах на льду. Сразу же в первый сезон они выиграли серебряные медали чемпионата Польши. В следующий сезон пара впервые стала чемпионами Польши в танцах на льду. В этом же году спортсмены отправились в шведский город Вестерос на европейский чемпионат, где заняли предпоследнее место. Только в 1970 году когда фигуристы вошли в десятку лучших на континенте польская федерация отправила их в Любляну на мировой чемпионат, так они стали первыми представителями Польши на мировом чемпионате среди танцевальных пар.
В 1971 году на континентальном чемпионате в Цюрихе благодаря прошлогодним достижениям Вейны и Боянчика польская федерация впервые заявила две танцевальные пары. Фигуристы перебрались в столицу (Варшава), где стали тренироваться у нового тренера Анны Бурше-Линднеровой.
В 1974 году в западногерманском городе Мюнхен польские танцоры на мировом чемпионате сумели пробиться в число десяти лучших. Это позволило на следующий чемпионат в США заявить впервые две пары. На этом чемпионате польские фигуристы показали своё лучшее достижение, заняли седьмое место.
В 1976 году в австрийском Инсбруке впервые танцы на льду дебютировали на Олимпийских играх, где польская пара сумела пробиться в число десяти лучших. Через две недели после соревнований в Австрии фигуристы последний раз приняли участие в турнире ИСУ на чемпионате мира в Швеции.

## Послеспортивная биография
Ещё в период активного занятия спортом Пётр закончил в Торуни Университет Николая Коперника став магистром физики; в Варшаве ему удалось закончить политехнический университет и он занимался любимым делом.
В 1989 году он вместе с семьёй эмигрировал в Канаду, где продолжает заниматься электронными технологиями.

## Спортивные достижения
| Соревнования/Сезон        | 1966—67 | 1967–68 | 1968–69 | 1969–70 | 1970–71 | 1971–72 | 1972–73 | 1973–74 | 1974–75 | 1975–76 |
| ------------------------- | ------- | ------- | ------- | ------- | ------- | ------- | ------- | ------- | ------- | ------- |
| Олимпийские игры          |         |         |         |         |         |         |         |         |         | 9       |
| чемпионаты мира           |         |         |         | 13      | 14      | 13      |         | 10      | 7       | 9       |
| Чемпионаты Европы         |         | 16      | 15      | 9       | 9       | 9       | 12      | 9       | 8       | 7       |
| Турнир Московские новости |         |         |         |         |         |         |         |         | 3       |         |
| Чемпионаты Польши         | 2       | 1       | 1       | 1       | 1       | 1       | 1       | 1       | 1       | 1       |